# Куске, Ортвин
Ортвин Куске (нем. Ortwin Kuske ; 3 февраля 1921, Милич, Силезия — 19 февраля 1972, Вестерхольт, Германия) — оберштурмфюрер СС, кавалер Рыцарского креста Железного креста.

## Карьера
С 1 мая 1933 член Гитлерюгенда. 1 сентября 1939 года вступает в НСДАП (№ 7177241), а 4 сентября в СС (№ 365067). В январе 1941 года поступил в 14-ю роту «Лейбштандарта СС Адольф Гитлер».После окончания юнкерского училища СС в Брауншвейге 1 сентября 1943 года произведён в унтерштурмфюреры СС. Участвует в боях на советско-германском фронте.
С 1944 года командует 3-й ротой 17-го разведывательного батальона СС 17-й моторизованной дивизии СС «Гёц фон Берлихинген».
За остановку продвижения войск союзников его ротой, при поддержке пехоты Вермахта, во время обороны Меца, 26 ноября 1944 года награждён Рыцарским крестом Железного креста.

## Награды
- Рыцарский крест (26 ноября 1944)
- Железный крест 1-го класса
- Железный крест 2-го класса
- Нагрудный знак «За ближний бой» в бронзе
- Нагрудный штурмовой пехотный знак
- Нагрудный знак «За ранение» в чёрном